# Thomas Ramsay
Thomas Bridgehill Wilson Ramsay (* 1877; † 20. Oktober 1956) war ein schottischer liberaler Politiker.

## Politischer Werdegang
Seit seiner Einsetzung bei den britischen Unterhauswahlen 1918 entsandte der Wahlkreis Western Isles, welcher die gesamten Äußeren Hebriden umfasst, stets einen Abgeordneten der Liberal Party beziehungsweise der zwischen 1922 und 1923 bestehenden National Liberal Party. Seit 1923 hatte der Liberale Alexander Livingstone das Mandat des Wahlkreises inne. Infolge politischer Differenzen entfernte sich dieser von der Liberal Party und trat zu den Unterhauswahlen 1929 nicht mehr an. Die Liberal Party schickte bei den Wahlen 1929 Thomas Ramsay im Wahlkreis Western Isles ins Rennen. Die erstarkte Labour Party stellte John MacDiarmid auf, während sich Iain MacAlisdair Moffatt-Pender für die Unionist Party um das Mandat des Wahlkreises bewarb. Am Wahltag konnte Ramsay einen Stimmenanteil von 44,1 % auf sich vereinen und erhielt damit die Stimmmehrheit vor dem Labour-Kandidaten. In der Folge zog Ramsay erstmals in das britische Unterhaus ein.
Im Vorfeld der Unterhauswahlen 1931 kam es innerhalb der Liberal Party zu Unstimmigkeiten bezüglich der Unterstützung der Labour-Minderheitsregierung. Auch Ramsay stellte sich gegen den Labour-freundlichen Kurs seiner Partei und unterstützte eine Annäherung an die Conservative Party. Er war Mitglied einer Gruppe liberaler Abgeordneter, die sich als National Liberal Party von der Mutterpartei abspaltete. Bei den Wahlen 1931 kandidierte Ramsay folglich für die Nationalliberalen. Im Vergleich zu den vorangegangenen Wahlen konnte er seinen Stimmenanteil auf 54,8 % ausbauen. Als einziger Gegenkandidat bewarb sich der Labour-Politiker Iain MacAlisdair Moffatt-Pender. Bei den Unterhauswahlen 1935 bewarben sich neben Ramsay der Labour-Politiker Malcolm Macmillan sowie der unabhängige Kandidat Alexander MacEwen um das Mandat von Western Isles. Mit massiven Stimmverlusten musste sich Ramsay dem Labour-Kandidaten geschlagen geben und schied aus dem Unterhaus aus.